# 24277 Schoch
24277 Schoch è un asteroide della fascia principale. Scoperto nel 1999, presenta un'orbita caratterizzata da un semiasse maggiore pari a 2,2784734 UA e da un'eccentricità di 0,1685503, inclinata di 4,40082° rispetto all'eclittica.